# Cục Quân huấn, Quân đội nhân dân Việt Nam
Cục Quân huấn - Nhà trường  trực thuộc Bộ Tổng Tham mưu Quân đội nhân dân Việt Nam là cơ quan đầu ngành tham mưu giúp Thủ trưởng Bộ Quốc phòng, Bộ Tổng Tham mưu về công tác Huấn luyện đối với quân nhân trong Nhà trường, Dân quân và Tự vệ trong Quân đội Việt Nam. Là cơ quan đầu ngành tham mưu giúp Thủ trưởng Bộ Quốc phòng, Bộ Tổng Tham mưu về công tác tuyển sinh và đảm bảo chất lượng đào tạo sỹ quan trong các Học viện, nhà trường quân đội.

## Lịch sử hình thành
- Ngày 25 tháng 3 năm 1946, Chủ tịch Hồ Chí Minh ký Sắc lệnh số 34/SL, quy định về tổ chức Văn phòng và thành lập một số Cục trực thuộc Bộ Quốc phòng trong đó có Quân huấn Cục (nay là Cục Quân huấn thuộc Bộ Tổng Tham mưu). Ngày 25 tháng 3, trở thành ngày truyền thống của Cục Quân huấn
- Ngày 11 tháng 7 năm 1950, Bộ Tổng Tham mưu được thành lập, lúc này Cục Quân huấn trực thuộc Bộ Tổng Tham mưu.
- Ngày 10 tháng 4 năm 1958, Chủ tịch Hồ Chí Minh ký Sắc lệnh số 060/SL về việc thành lập Tổng cục Quân huấn trực thuộc Bộ Quốc phòng.[5]
- Năm 1981, Cục Quân huấn được đổi tên thành Cục Huấn luyện Chiến đấu.
- Năm 1996, Cục Huấn luyện Chiến đấu được đổi tên thành Cục Quân huấn.
- Ngày 31 tháng 12 năm 2024, công bố Quyết định của Bộ trưởng Bộ Quốc phòng về việc sáp nhập Cục Quân huấn, Cục Nhà trường và tổ chức lại thành Cục Quân huấn-Nhà trường

## Lãnh đạo hiện nay

### Cục trưởng
- Thiếu tướng Vũ Việt Hùng - Nguyên Phó tư lệnh Quân đoàn 12

### Phó Cục trưởng
- Thiếu tướng Tạ Quang Thảo (nguyên Phó TMT QC PK-KQ)
- Thiếu tướng Phùng Thị Phú (nguyên Phó Cục trưởng Cục Nhà trường)
- Thiếu tướng Trần Bá Khương (nguyên Phó Tư lệnh Binh chủng Thông tin liên lạc)
- Đại tá Nguyễn Khắc Huy (nguyên Phó Tham mưu trưởng Quân khu 1)

## Tổ chức
- Phòng Kế hoạch - Tổng hợp
- Phòng Chính trị
- Phòng Huấn luyện kỹ thuật
- Ban Tài chính
- Phòng Chiến thuật
- Phòng Điều lệnh
- Phòng Thể dục thể thao
- Phòng Bảo đảm vật chất
- Phòng Quản lý công trình huấn luyện
- Phòng Quản lý đào tạo
- Phòng Quản lý nhà giáo và khoa học quân sự
- Phòng Trang thiết bị đào tạo
- Phòng Khảo thí và đảm bảo chất lượng đào tạo

- Phòng Hành chính - Hậu cần
- Ban Khoa học quân sự
- Tạp chí Quân huấn
- Xí nghiệp Sản xuất học cụ huấn luyện (X55)
- Trung tâm Thể dục thể thao Quân đội
- Trung tâm Tập huấn thể dục thể thao
- Trung tâm Huấn luyện quân sự Miếu môn
- Câu lạc bộ Bóng đá Thể Công

## Hệ thống cơ quan Quân huấn trong Quân đội Việt Nam
- Cục Quân huấn thuộc Bộ Tổng Tham mưu
- Phòng Quân huấn thuộc các Quân khu, Quân đoàn, Quân chủng, Binh chủng, Tổng cục và tương đương.
- Ban Quân huấn thuộc các Sư đoàn, Lữ đoàn, Vùng Cảnh sát biển, Bộ CHQS tỉnh, thành phố trực thuộc TW, Bộ CHBP tỉnh, thành phố trực thuộc TW và tương đương.
- Trợ lý, Nhân viên Quân huấn thuộc các Trung đoàn, Ban chỉ huy quân sự quận, huyện, thị xã và tương đương.

## Khen thưởng
- Danh hiệu đơn vị Anh hùng Lực lượng Vũ trang Nhân dân (5/2005)
- 2 Huân chương Quân công hạng Nhất (1984, 2001)
- 1 Huân chương Quân công hạng Ba (1987)
- 1 Huân chương Chiến công hạng Nhất (1983)
- 2 Huân chương Chiến công hạng Nhì (4/1985 và 10/1985)
- 6 Huân chương Chiến công hạng Ba (1979, 1983, 1984, 1985, 1995)

## Cục trưởng qua các thời kỳ
- 25/3/1946-20/11/1946: Phan Phác (1915-2009), Đại tá (1948), Giáo sư, Cục trưởng đầu tiên[6]
- 20/11/1946-: Hoàng Văn Thái
- 30/1/1947-1948: Nguyễn Sơn, Thiếu tướng (1948)
- 1948-1949: Hoàng Đạo Thúy, Đại tá (1958)
- 1949-1950: Lê Thiết Hùng, Thiếu tướng (1948)
- 1950-1955: Lê Quang Hòa, Thiếu tướng
- 1955-1958: Cao Văn Khánh, Thiếu tướng
- 1958-1959: Hoàng Văn Thái, Đại tướng (1980) (Tổng cục trưởng Tổng cục Quân huấn)
- 1959-1963: Lê Ngọc Hiền, Thượng tướng (1986)(Cục trưởng Cục Quân huấn)
- 1963-1965: Lê Thanh
- 1965-1967: Hồng Sơn
- 1968-1969: Đỗ Trình, Trung tướng
- 1969-1970: Nguyễn Mạnh Quân, Đại tá
- 1970-1971: Phạm Hồng Sơn, Trung tướng
- 1971-1972: Nguyễn Thế Bôn, Trung tướng (1984), Phó Tổng Tham mưu trưởng (1982-1997)
- 1974-1975: Nguyễn Mạnh Quân, Đại tá
- 1975-1978: Nam Hồ (Quyền Cục trưởng)
- 1978-1989: Ngô Hùng (1924-1994), Đại tá, Thiếu tướng (1983)
- 1990-1994: Nguyễn Hải Bằng, Thiếu tướng
- 1994-1997: Nguyễn Văn Minh, Thiếu tướng
- 1997-1999: Đỗ Trung Dương, Thiếu tướng, Nguyên Tư lệnh Quân đoàn 1, Nguyên Phó Tổng Tham mưu trưởng
- 1999-2002: Nguyễn Hữu Khảm, Thiếu tướng, sau là Phó Tổng Tham mưu trưởng
- 2002-2004: Nguyễn Văn Nuôi, Thiếu tướng
- 2004-2007: Trần Minh Hùng, Thiếu tướng (2004)
- 2007-2010: Tô Đình Phùng, Trung tướng (2010), nguyên Tư lệnh Quân đoàn 1 (2005-2007), sau là Phó Giám đốc Học viện Quốc phòng (2010-nay)
- 2010-6.2015, Nguyễn Đức Thận, Trung tướng (2012), nguyên Tư lệnh Quân đoàn 2
- 6.2015-7.2018, Đậu Đình Toàn, Trung tướng (2016), nguyên Tư lệnh Quân đoàn 3
- 7.2018- 2.2020, Vũ Văn Sỹ, Thiếu tướng (2015), nguyên Tư lệnh Quân đoàn 3, nay là Cục trưởng Cục Quân lực
- 2.2020-nay, Thái Văn Minh, nguyên Tư lệnh Quân đoàn 3

## Phó Cục trưởng qua các thời kỳ
- 20/11/1946-, Phan Phác
- 1955-1956, Lê Ngọc Hiền[7], sau là Thượng tướng
- Mạc Đình Vịnh, Thiếu tướng (1984)
- 1994-1999, Phạm Ngọc Lan, Thiếu tướng (1992)
- Nguyễn Văn Hưởng, Thiếu tướng (2008)[8]
- Lê Hải Bình, Thiếu tướng[9]
- 2005-2013: Vũ Huy Đãi, Thiếu tướng
- 2009-2014, Nguyễn Hồng Sinh, Thiếu tướng (2010)
- 2010-2015, Nguyễn Văn Luận, Thiếu tướng (2012)[10]
- 2013-2019, Nguyễn Khắc Hát, Thiếu tướng (2014), nguyên Phó Tư lệnh kiêm Tham mưu trưởng Quân đoàn 2 (2011-2013)
- 2015-2019, Bùi Văn Hinh, Thiếu tướng (2015)[11], nguyên Chính ủy Bộ CHQS tỉnh Phú Thọ[12]
- 2014-2019, Đặng Văn Tráng, Thiếu tướng (2014)[13]
- 2016-2022 ,Trần Thanh Hồng, Thiếu tướng
- 2018-nay, Trần Đăng Thành, Thiếu tướng (2019)
- 2018-2023 ,Trần Văn Ba, Thiếu tướng (2020)
- 2018-2022, Phạm Văn Thái, Thiếu tướng(2019),nguyên Phó Tham mưu trưởng Quân chủng PK-KQ
- 2019- nay, Bùi Hồng Quang, Thiếu tướng(2021),nguyên Phó Tham mưu trưởng Quân khu 2
- 2022-nay, Tạ Quang Thảo, Thiếu tướng(2023),nguyên Phó Tham mưu trưởng Quân chủng PK-KQ
- 2023-nay, Vũ Việt Hùng, Thiếu tướng, nguyên Phó Tư Lệnh Quân Đoàn 1